# Villa Torelli Sarti
La villa  Torelli Sarti, citata anche come Ca' Torelli o anche villa Torelli Rossi dalle famiglie che ne furono proprietarie nel susseguirsi dei secoli, è un edificio storico situato in località Val Molin di Mezzo, nel comune di Arquà Polesine, in provincia di Rovigo, a qualche chilometro a sud dal centro mediopolesano e in prossimità dell'argine sinistro del Canalbianco.
La struttura, originariamente eretta nel XV secolo dalla Torelli della nobiltà ferrarese, che qui furono amministratori del territorio per conto del Ducato di Ferrara, subì delle trasformazioni principalmente alla fine del XVIII secolo, quindi successivamente ampliato con l'aggiunta di due ali alle estremità dell'edificio. Recentemente oggetto di un recupero che ne ha restituito in gran parte l'aspetto settecentesco, con la parte centrale, la più antica, caratterizzata dall'ampia scalinata d'accesso a due rampe al piano nobile con poggioletto impreziosito da elementi architettonici tardogotici, il complesso comprende scuderie e rustici mentre è scomparsa la cappella gentilizia, la quale era accessibile anche da un lungo tunnel sotterraneo, e il vasto parco.